# Эрмосильо
Эрмоси́льо (исп. Hermosillo) — город на северо-западе Мексики, столица штата Сонора, входит в состав одноимённого муниципалитета и является его административным центром. Численность населения, по данным переписи 2020 года, составила 855 563 человека.

## Топонимика
Название Hermosillo было дано в честь мексиканского военного, борца за независимость Мексики — Хосе Мария Гонсалеса де Эрмосильо.
Девиз города: исп. La Ciudad del Sol — Город-Солнце, Город-Утопия.

## История
Свидетельство о первых обитателях местности, где находится город, датируется 3500 лет назад, и большая часть доказательств пребывания человека в здешних местах расположены в Комплексе Сан-Диегито, расположенном в зоне Эль-Пинакате. Свидетельство о ведении местными жителями сельского хозяйства датируется 2500 лет назад. В эту эпоху район Эрмосильо был заселён племенами сери, тепока и пима.
Первая встреча туземцев и испанцев произошла в середине XVI века, когда исследователи были направлены сюда на поиски золота, которого они не нашли. Около 1614 года сюда прибыли первые миссионеры.
Датой основания города считается 1700 год, когда на месте современного Эрмосильо под командованием Хуана Баутисты Эскаланте были основаны три испанские деревни: Нуэстро-Сеньора-дель-Популо, Нуэстро-Сеньора-де-лос-Анхелес и Сантисима-Тринидад-дель-Питик. Вскоре коренные жители стали проявлять враждебность по отношению к испанцам, и сумели вытеснить их несколько раз в начале XVIII века.
В 1716 году испанцы предложили орошаемые земли индейцам, которые согласились соблюдать испанские законы. Примерно в 1726 году для отпора набегов индейцев сери был построен форт Пресидио-де-Питик. Из-за напряжённой обстановки первая церковь была построена лишь в 1787 году, а первый приход был официально открыт в 1822 году. Во время мексиканской войны за независимость, которая началась в 1810 году, провинция Сонора и Питик оставались верными испанской короне. На самом деле генерал из этой области Алехандро Гарсия Конде разбил войска повстанцев под командованием Хосе Мария Гонсалеса Эрмосильо, которого послал сюда Мигель Идальго-и-Костилья — лидер войны за независимость. После достижения независимости Мексики в 1821 году, деревня Питик в 1825 году была преобразована в административный центр департамента. В 1828 году посёлок был переименован в честь командующего Хосе Мария Гонсалеса Эрмосильо.
В 1866 году, во время французской интервенции здесь произошло сражение между императорскими и республиканскими войсками. В 1879 году столица штата Сонора была перенесена из Ариспе в Эрмосильо. В 1881 году было закончено строительство железной дороги между Эрмосильо и Гуаймасом и Ногалесом, которая позволила стимулировать экономический рост штата, включая горную промышленность и сельское хозяйство. С тех пор город стал экономическим центром северо-западной Мексики.
Во время мексиканской революции 1910-17 годов, войска лояльные предводителю крестьян Панчо Вилье были отбиты войсками генерала Мануэля Диегеса. После убийства Франсиско Мадеро в 1913 года, Венустиано Карранса — тогда губернатор Коауилы, искал убежища в Эрмосильо. Здесь он начал Конституционное Движение, и поэтому Эрмосильо получил прозвище «революционной столицы страны».
Начиная с конца XIX века и в течение двух декад XX века в Эрмосильо большим потоком прибывали китайские иммигранты. Они начали создавать мелкие предприятия, особенно преуспевая в производстве обуви и одежды. Однако, из-за антикитайских настроений в 1920-х годов, множество китайцев уехали из Эрмосильо в Мехико и в США.
В 1980 году компания Ford построила здесь завод, который стимулировал экономическое развитие города и штата.

## Климат
Климат степной; по одним определениям, субтропический (средиземноморский) или тропический саванный по другим. Среднегодовая температура — 25 °C.

## Население
| Год  | Численность | Численность |
| ---- | ----------- | ----------- |
| 1930 | 19 959      |             |
| 1950 | 43 516      |             |
| 1980 | 297 175     |             |
| 1990 | 406 417     |             |
| 2000 | 545 928     |             |
| 2005 | 641 791     | [ 6 ]       |
| 2010 | 715 061     | [ 7 ]       |
| 2020 | 855 563     | [ 8 ]       |

## Экономика
Важный транспортный узел, воздушные перевозки обслуживает Международный аэропорт Эрмосильо.
Центр района орошаемого земледелия. Хлопкоочистительная, маслобойная, легкая, химическая промышленность, производство стройматериалов.
Также в Эрмосильо есть университет.